# Kopparbunken

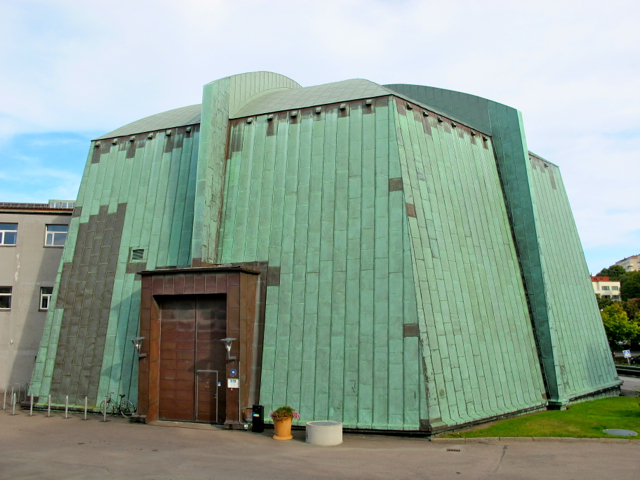
Kopparbunken

Kopparbunken är ett före detta högspänningslaboratorium placerat på Chalmers Tekniska Högskolas campus vid Johanneberg, Göteborg. Kopparbunken ritades av Chalmers tekniska högskolas förste professor i arkitektur, Melchior Wernstedt 1954. Samma år firade Chalmers 125-årsjubileum och jubileumsmiddagen ägde rum i den nyinvigda Kopparbunken.
Den hexagonformade byggnaden är täckt av jordade kopparplattor, både över och under byggnaden. Plattorna användes för att skapa en Faradays bur som skyddade omgivningen från de höga elektriska spänningar som skapades vid experiment. Resultaten från forskningen som ägde rum i Kopparbunken användes vid utbyggnaden av Sveriges högspänningsnät. I mitten av den stora öppna hallen hängde ett kopparklot, två meter i diameter. På golvet nedanför stod ett likadant klot och däremellan kunde blixtar skapas. Byggnaden användes till forskning inom högspänning fram till oktober 2006 då de sista uppvisningarna ägde rum för allmänheten. 
Kopparbunken används sedan hösten 2010 som västra Sveriges största klättergym under namnet Klätterlabbet. Det enda som finns kvar från laboratorietiden är det hängande kopparklotet i taket som påminner om byggnadens tidigare historia. Klätterlabbet har klätterväggar på mellan 14 och 17 meters höjd och upp till 22 meters längd. Väggarna erbjuder både topprepsklättring och ledklättring och väggytan uppgår till 1100 kvm. Det finns fem lutningar för varierad svårighetsgrad, från vertikala väggar till 10 meters överhäng. I mitten av hallen finns en bouldersvamp placerad med ca 200 kvm klätteryta. Klätterlabbet är en del av Fysiken Friskvård i Göteborg AB, ett friskvårdsföretag ägt av Göteborgs Studenters Företagsgrupp AB.